# Zéphirin Diabré
Zéphirin Diabré, né le 26 août 1959 à Ouagadougou, est un universitaire, homme politique et homme d'affaires burkinabé, président de l'Union pour le progrès et le changement (UPC).

## Biographie

### Formation
Originaire du village de Foungou, dans le département de Gomboussougou et la province du Zoundwéogo, Zéphirin Diabré est
diplômé de la Kedge Business School en 1982. En 1987, il obtient un doctorat en sciences de gestion à la Faculté de sciences économiques et de gestion de l'université Bordeaux-IV.

### Carrière professionnelle
Professeur assistant de gestion à l'université de Ouagadougou de 1987 à 1989, il rejoint le secteur privé comme directeur des relations humaines de la Société burkinabé de brasseries du Burkina (Sobbra) au sein du groupe français Castel de 1989 à 1992.

### Carrière politique
En mai 1992, il est élu député à l'Assemblée nationale sous l'étiquette de l'Organisation pour la démocratie populaire/Mouvement du travail (ODP/MT), le parti du président Blaise Compaoré. Un mois plus tard, il est nommé ministre de l'Industrie, du Commerce et des Mines dans le gouvernement du Premier ministre Youssouf Ouédraogo. En mars 1994, il est nommé au poste de ministre de l'Économie, des Finances et du Plan dans le gouvernement du Premier ministre Roch Marc Christian Kaboré qui a succédé à Youssouf Ouédraogo. Il quitte le gouvernement en septembre 1996 et prend peu après la présidence du Conseil économique et social. Il est réélu député l'année suivante mais, en raison de divergences avec le Congrès pour la démocratie et le progrès, le parti au pouvoir, il préfère quitter le pays.

### Carrière à l’étranger
En 1997, il rejoint l'université Harvard aux États-Unis et travaille comme enseignant-chercheur auprès de l'économiste Jeffrey Sachs, principalement sur le devenir des économies africaines. Le 15 janvier 1999, il est nommé directeur général adjoint du Programme des Nations unies pour le développement (PNUD),.
En février 2006, Zéphirin Diabré rejoint le groupe français spécialisé dans le nucléaire Areva, pour y occuper les fonctions de président régional Afrique et Moyen-Orient et conseiller pour les affaires internationales auprès de la présidente, Anne Lauvergeon. Diabré est décrit comme le « monsieur Afrique » du groupe,. Il préside aussi un groupe de réflexion sur les matières premières au sein du Mouvement des entreprises de France (Medef). En 2011, il quitte le groupe pour s'installer comme consultant dans le domaine du financement minier.

### Retour en politique
Zéphirin Diabré organise un forum sur l’alternance au Burkina Faso à Ouagadougou du 1er au 3 mai 2009. Il crée le 1er mars 2010 l'Union pour le progrès et le changement (UPC), un parti politique d'opposition qu'il préside et qui milite pour l'alternance démocratique. Lors des élections législatives du 2 décembre 2012, l'UPC obtient 19 sièges de députés. En outre, à l'issue des élections municipales, qui ont lieu le même jour, le parti totalise 19 maires et plus de 1 600 sièges de conseillers municipaux.
Devenu Chef de file de l'opposition politique burkinabè, Zéphirin Diabré conduit le combat qui mène au soulèvement populaire qui en octobre 2014 entraîne la chute de Blaise Compaoré.
Le 28 juin 2015, Zéphirin Diabré est investi candidat de son parti à l'élection présidentielle du 29 novembre suivant. Crédité de 29,65 % des voix, il est battu par Roch Marc Christian Kaboré qui remporte le scrutin avec 53,49 %. Son parti obtient durant la même élection couplée 33 sièges de députés à l'Assemblée nationale. Depuis lors, Zéphirin Diabré est de nouveau le chef de file de l'opposition politique burkinabè.
Le 25 juillet 2020, Zéphirin Diabré, est investi à Ouagadougou par son parti, l’Union pour le progrès et le changement (UPC), candidat à l'élection présidentielle de novembre 2020. Il arrive en troisième position avec 12,46 % des voix.
En janvier 2021, Diabré est nommé ministre d'État auprès de la présidence chargé de la Réconciliation nationale et la Cohésion sociale après un remaniement du gouvernement Dabiré I.
En mai 2021, Zéphirin Diabré rencontre l'ancien président Blaise Compaoré à Abidjan. Les deux hommes discutent d'un éventuel retour de Blaise Compaoré à Ouagadougou, où il est accusé dans le procès sur l'assassinat de Thomas Sankara.